# 谢尔盖·马格尼茨基
谢尔盖·列昂尼多維奇·马格尼茨基（羅馬化：Sergey Leonidovich Magnitskiy；1972年4月8日—2009年11月16日），俄罗斯税务会计，曾从事反腐败活动。2008年，马格尼茨基被逮捕，被警察拘禁期间死亡，从而引发国际媒体的强烈关注。2012年，美国国会和总统奥巴马通过《全球马格尼茨基人权问责法》，禁止与马格尼茨基之死相关的俄罗斯官员进入美国或利用美国银行。2020年7月6日，英國對涉嫌參與马格尼茨基死亡事件的25名俄罗斯人實施制裁。